# Kasi Geisser
Kasi Geisser (* 30. Oktober 1899 als Kasimir Geisser; † 15. Juni 1943) war ein Schweizer Klarinettenspieler, Kapellmeister und Komponist.

## Leben
Als Sohn eines Bahnarbeiters der Gotthardbahn-Gesellschaft wuchs er in Goldau auf. Nach der erfüllten Schulpflicht absolvierte er eine Lehre als Glasbläser. Die Arbeit in der Fabrik befriedigte ihn nicht, so dass er sich entschloss, freischaffender Ländlermusikant zu werden. Als solcher hatte er mit ständigen finanziellen Engpässen zu kämpfen – auch als Familienvater in Wollerau. In seinem 43. Altersjahr erlag er einem Krebsleiden.

## Musikalisches Schaffen

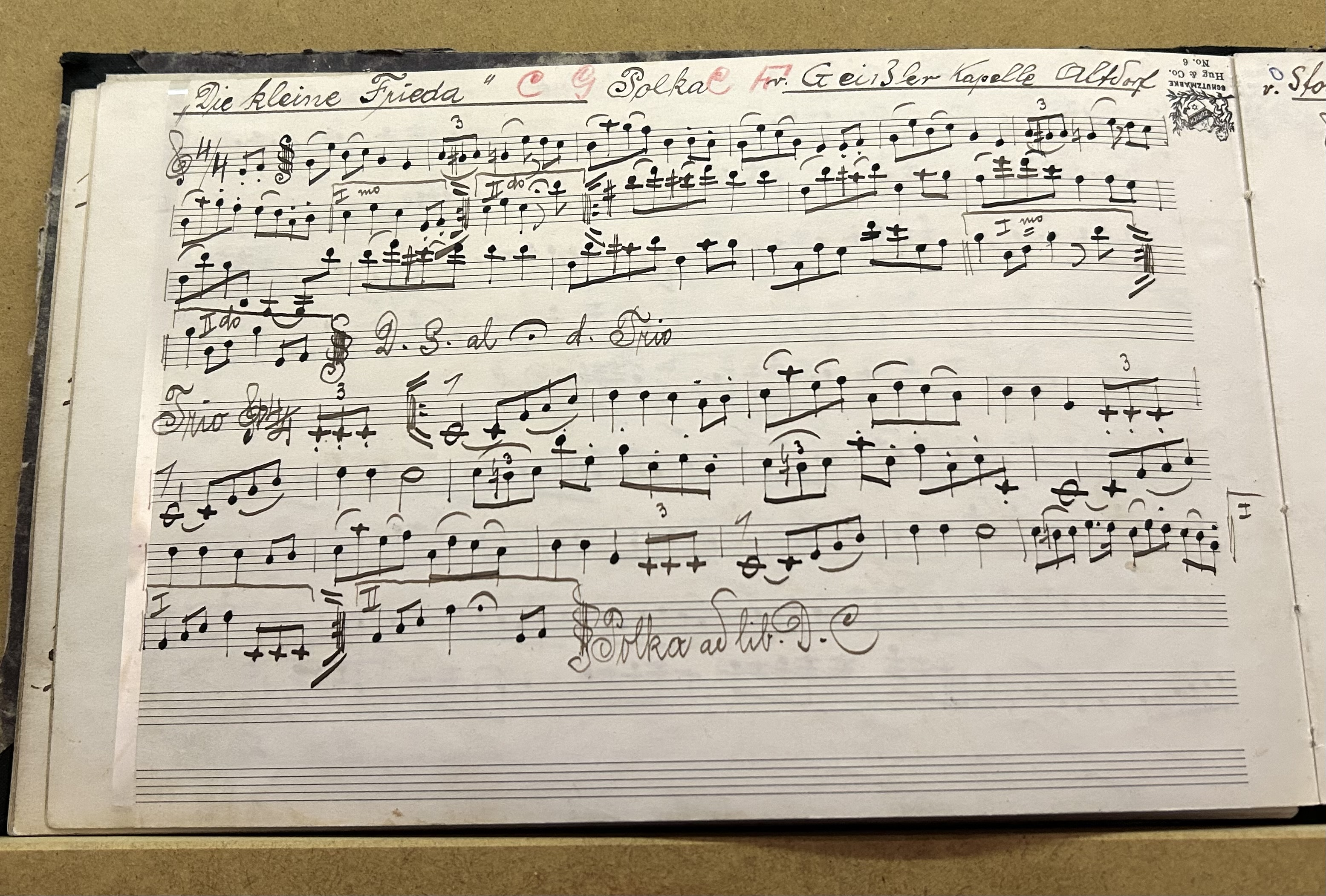
Notenblatt «Die kleine Frieda», Polka von Gasi Geisser

Seine Musik stand am Anfang der Ländlermusik in der Schweiz. Im elterlichen Haus übte er das Klarinettenspiel jeweils im Estrich, wo er sich ungestört wusste. Später wurde er zum freischaffenden Ländlermusikanten. Seine erste Ländlerkapelle trug den Namen Echo vom Gotthard. Später trat er mit der Ländlerkapelle Kasi Geisser aus Wollerau auf.
Rund 2000 Tänze werden seiner Feder zugeschrieben, bei der SUISA sind allerdings nur rund 900 Kompositionen gemeldet. Allerdings ist auffällig, dass viele dieser Melodien auch in der Schweizer Volksmusik-Sammlung von Hanny Christen zu finden sind und dort als überlieferte Melodien gelten. Dies erklärt sich dadurch, dass zu Geissers Zeit die Verbreitung von Musik mittels Tonträgern erst allmählich aufkam und Urheberrechtsgesellschaften gegründet wurden, um die Rechte der Komponisten an ihren Werken zu vertreten. Da bei Schallplatten-Aufnahmen ein Komponist für die aufgenommenen Stücke angegeben werden musste, wurde Geisser zum Komponisten vieler Melodien, die er wohl von anderen Musikanten hörte, teilweise neue Teile dazu komponierte oder diese in eigenen Variationen spielte. Trotzdem leistete er mit seiner Spielart und seinen für damalige Verhältnisse ausserordentlichen instrumentalen Fähigkeiten einen grossen Beitrag zur Entwicklung der Schweizer Volksmusik, insbesondere der Ländlermusik. Seine teilweise technisch anspruchsvollen Kompositionen stellen noch heute hohe Anforderungen an jeden Klarinettisten.
Seine bekanntesten Melodien:
- Mit em Töff is Muotathal (Schottisch);
- Roman fährt Automobil (Schottisch); Der Trio-Teil dieses Schottischs ist einem damals bekannten Schlager entlehnt.
- Abend am Vierwaldstättersee (Walzer);
- Am Kerstelenbach (Ländler);
- Die ruhigen Weiber in der Waschküche (Walzer);
- Xandi, isch das alles? (Ländler); Dieses Stück hat sehr grosse Ähnlichkeit mit dem Ländler "Schweizergruss", dessen Urheber Walter Wild ist. In Bayern wird eine ähnliche Melodie als "Urner-Landler" überliefert.
- Uri stark (Marsch);
- Jetzt wird's lustig (Schottisch)
- Wenn ein Ländler ertönt (Übernommen von Josef Stump's "Älplers Feierabend", auch Rossberger-Ländler auf der Schellack anno 1911)
- s’ Gigali esch no z’chli, (Polka)

Der musikalische Nachlass von Kasi Geisser befindet sich heute im Haus der Volksmusik in Altdorf UR und ist für jedermann zugänglich.